# 富山県道123号石田停車場線
富山県道123号石田停車場線（とやまけんどう123ごう いしだていしゃじょうせん）は富山県黒部市内を通る一般県道である。

## 概要

### 路線データ
- 起点：石田停車場（富山県黒部市石田）
- 終点：富山県黒部市石田（富山県道2号魚津生地入善線交点）
- 実延長：85m

## 沿革
- 1960年（昭和35年）4月23日 - 認定[1]

## 地理

### 通過する自治体
- 富山県黒部市

### 接続する道路
- 黒部市道（起点：富山県黒部市石田、電鉄石田駅前）
- 富山県道2号魚津生地入善線（終点：黒部市石田）

### 周辺
- 富山地方鉄道本線 電鉄石田駅
- 富山県立にいかわ総合支援学校
- 富山県立黒部学園
- 黒部市立石田小学校
- 石田郵便局